# Sportpsykologi
Sportpsykologi eller idrottspsykologi är en tillämpad psykologi som bland annat undersöker förutsättningarna för goda prestationer. 
En del utövare upplever psykisk stress under utövandet vilket kan leda till diverse misstag på grund  av just tankarna runt uppgiften. Alltfler utövare anlitar idrottspsykologer i större utsträckning.